# Hypokopelates petersi
Hypokopelates petersi är en fjärilsart som beskrevs av Henry Stempffer och Bennett 1956. Hypokopelates petersi ingår i släktet Hypokopelates och familjen juvelvingar. Inga underarter finns listade i Catalogue of Life.